# Anne Fontaine
Anne Fontaine Sibertin-Blanc (Luxemburgo, 15 de julio de 1959) es una directora, guionista y actriz franco-luxemburguesa. 
Estudió danza, pero debutó como actriz en los años 1980 antes de dedicarse a la dirección. 

## Filmografía

### Como directora
- 1992: Les histoires d'amour finissent mal... en général
- 1994: Augustin
- 1996: L'@mour est à réinventer
- 1997: Nettoyage à sec
- 1999: Augustin, roi du kung-fu
- 2001: Comment j'ai tué mon père
- 2003: Nathalie X
- 2005: Entre ses mains
- 2006: Nouvelle chance
- 2008: La Fille de Monaco
- 2009: Coco avant Chanel
- 2013: Adore
- 2016: Les Innocentes
- 2024: Bolero (fr)

### Como actriz
- 1980: Tendres cousines de David Hamilton - Justine
- 1981: Si ma gueule vous plaît... de Michel Caputo - Isabelle
- 1985: P.R.O.F.S de Patrick Schulmann - Marité
- 1998: Pas de scandale de Benoît Jacquot - Nathalie